# 守分十
守分 十（もりわけ ひさし、1890年（明治23年）5月10日 - 1977年（昭和52年）1月22日）は、日本の銀行家。元中国銀行頭取。中国銀行の“中興の祖”とされる。

## 来歴・人物
元庄屋守分榮吉の長男として、岡山県浅口郡乙島村（現倉敷市）に生まれる。
北海道拓殖銀行勤務を経て、1922年（大正11年）6月、第一合同銀行倉敷支店長代理として入行する。翌年には、経営の行き詰まっていた山陽商業銀行に支配人として派遣され、第一合同銀行との合併をまとめ上げた。　さらにその後、姫路倉庫銀行にも派遣され、第一合同銀との合併の準備にあたった。
中國銀行の発足に際しては、初代高松支店長に就任。香川銀行との合併に手腕を発揮した。1946年（昭和21年）4月には、公職追放に該当した公森太郎の後を受け頭取に昇格した。
頭取在任は30年余に及び、その間には「自主健全経営」を掲げ、戦後の同行の再建に当たり、日本有数の経営内容を誇る銀行へと育てあげた。
また、長年にわたり岡山県銀行協会会長、岡山経済団体連合会会長、岡山経済同友会顧問などの要職を務め、地元経済界の振興と発展にも多大に尽力した。
十の死後、中國銀行第四代頭取に就任した守分勉は娘婿に当たる。

## 略歴
- 旧制岡山県高梁中学校（現・岡山県立高梁高等学校）卒業
- 旧制第六高等学校卒業
- 1915年（大正4年）- 京都帝国大学法学部卒業
- 1916年（大正5年）- 北海道拓殖銀行入行
- 1922年（大正11年）- 第一合同銀行入行
- 1930年（昭和5年）- 山陽銀行と合併、中國銀行に改称 初代高松支店長
- 1935年（昭和10年）- 業務課長
- 1936年（昭和11年）- 取締役業務課長委嘱
- 1944年（昭和19年）- 専務取締役
- 1946年（昭和21年）- 頭取
- 1977年（昭和52年）- 逝去

## 栄典
- 黄綬褒章-1957年（昭和32年）
- 藍綬褒章-1963年（昭和38年）
- 勲四等旭日小綬章-1965年（昭和40年）
- 山陽新聞賞-1965年（昭和40年）
- 三木記念賞-1972年（昭和47年）
- 勲三等瑞宝章-1974年（昭和49年）
- 従四位-1977年（昭和52年）
- 倉敷市名誉市民-1966年（昭和41年）[3]
- 岡山市名誉市民-1969年（昭和44年）[4]